# Chrysoprasis linearis
Chrysoprasis linearis är en skalbaggsart som beskrevs av Bates 1870. Chrysoprasis linearis ingår i släktet Chrysoprasis och familjen långhorningar.
Artens utbredningsområde är Paraguay. Inga underarter finns listade i Catalogue of Life.